# Parti de l'avance nationale
Le Parti de l'avance nationale (Partido de Avanzada Nacional) est un parti politique guatémaltèque, membre de l'Union démocrate internationale.